# Laroniinae
Laroniinae è una sottofamiglia di ragni appartenente alla famiglia Gnaphosidae.

## Descrizione
Sono ragni di varia grandezza, da piccola (2 millimetri) a media (7 millimetri).
La chiave dicotomica di questa sottofamiglia rispetto alle altre è che questi ragni hanno una lamella traslucida arrotondata sul margine laterale posteriore dei cheliceri. Questo carattere è tipico, non è posseduto da nessun'altra sottofamiglia.

## Distribuzione
I 3 generi oggi noti di questa sottofamiglia hanno, globalmente, diffusione pressoché cosmopolita, ad eccezione dell'Africa settentrionale e centrale e dell'Indonesia.

## Tassonomia
Attualmente, a marzo 2016, la maggioranza degli aracnologi è concorde nel suddividerla in 3 generi:
- Callilepis Westring, 1874 - regione olartica, India (18 specie)
- Eilica Keyserling, 1891 - Sudafrica, Australia, Sudamerica, Asia meridionale (28 specie)
- Laronius Platnick & Deeleman-Reinhold, 2001 - Thailandia, Sumatra (genere monospecifico)